# Alfred Haag
Hermann Alfred Haag (* 15. Dezember 1904 in Schwäbisch Gmünd; † 8. August 1982 in München) war der jüngste KPD-Abgeordnete im Stuttgarter Landtag (ab 1932). Zur Zeit des Nationalsozialismus war er in mehreren Konzentrationslagern inhaftiert.

## Leben
Haag engagierte sich im Kommunistischen Jugendverband (KJVD). Er heiratete 1927 Lina Haag, geb. Jäger. Haag erlernte den Beruf eines Schreiners und arbeitete ehrenamtlich als Redakteur der Süddeutschen Arbeiterzeitung in Stuttgart. Als KPD-Abgeordneter gehörte er zu den ersten Opfern der Nationalsozialisten. Wenige Tage nach der Machtergreifung wurde Haag am 10. Februar 1933 verhaftet und wegen einer zurückliegenden Schlägerei mit Nazis zu einem Jahr Gefängnis verurteilt. Er wurde im KZ Oberer Kuhberg in Ulm inhaftiert. Von dort wurde er 1935 in das KZ Dachau eingewiesen und von dort 1939 in das KZ Mauthausen überstellt.
Seine Frau erreichte bei Heinrich Himmler seine Freilassung, die Anfang Februar 1940 erfolgte. Wenige Monate nach seiner Befreiung musste Alfred Haag – offiziell zwar „wehrunwürdig“ – zur „Bewährung“ an die Ostfront. Es gelang ihm nicht, zur Roten Armee überzulaufen. Haag kam in sowjetische Kriegsgefangenschaft und kehrte erst 1948 nach Deutschland zurück.
Nach Kriegsende setzte sich Haag für die Umwandlung des KZ Dachau in eine Gedenkstätte ein. Die Eröffnung des Jugendgästehauses erlebte er selbst nicht mehr.
Haag war jahrelang Vorsitzender der bayerischen Vereinigung der Verfolgten des Naziregimes (VVN-BdA) und der Lagergemeinschaft Dachau sowie Mitglied des Internationalen Dachau-Komitees und stand vielen Schulklassen und älteren Interessierten als Zeitzeuge zur Verfügung.